# Натадзе, Георгий Михайлович
Георгий Михайлович Натадзе (груз. ნათაძე, გიორგი მიხაილოვიჩი; 1892—1965) — советский учёный и педагог, гигиенист, доктор медицинских наук, профессор, член-корреспондент АМН СССР (1948). Заслуженный деятель науки Грузинской ССР (1946).

## Биография
Родился 20 августа 1892 года в Тбилиси.
С 1916 по 1921 год обучался на медицинском факультете Киевского университета. 
С 1927 по 1937 год на клинической работе в системе Закавказской железной дороги в должности  руководителя санитарно-эпидемической службы, одновременно с 1934 года под его руководством были организованы  Центральная санитарно-гигиеническая лаборатория и Институт питания в котором он был назначен заместителем директора.
С 1958 по 1969 годы организатор и первый руководитель  Научно-исследовательской лаборатории питания Министерства здравоохранения Грузинской ССР, одновременно с научной занимался и педагогической работой в Тбилисском государственном медицинском институте в должности профессора и заведующего кафедрой общей гигиены.

### Научно-педагогическая деятельность
Основная научно-педагогическая деятельность Г. М. Натадзе была связана с вопросами в области витаминологии и гигиены питания. Под его руководством изучались вопросы пеллагры, особенности рациона питания различных социальных групп населения и витаминных ресурсов Грузии. Он обосновал гигиенические нормы питания для южных климатических условий. Им была предложена методика расчёта потребностей человеческого организма различных возрастов в аскорбиновой кислоте. С 1939 по 1965 год Г. М. Натадзе являлся основателем и бессменным председателем  Грузинского гигиенического научного общества.
В 1938 году защитил диссертацию на учёную степень доктор медицинских наук по теме: «К вопросу о содержании аскорбиновой кислоты в животных тканях», в 1939 году получил учёное звание профессор. В 1948 году он был избран член-корреспондентом АМН СССР. Под руководством Г. М. Натадзе было написано около сто двадцати научных работ, в том числе монографий. Он являлся редактором редакционного отдела «Гигиена» второго издания Большой медицинской энциклопедии.
Скончался 19 июля 1965 года в Тбилиси.

## Награды
- Орден Ленина
- Заслуженный деятель науки Грузинской ССР